# Шабесгой
Шабесгой, шабес-гой (їд. שבת-גױ, досл. «суботній гой»), гой шель шабат (івр. גוי של שבת, досл. «шаббат-гой») — неєврей, найнятий юдеями для роботи в шаббат (суботу), коли самі ортодоксальні юдеї не можуть робити певні речі за релігійними законами.

## Історія
Термін шабесгой пов'язаний з реаліями старих єврейських громад Східної Європи. Дуже часто населення містечка складалося лише з євреїв, які дотримуються норм юдаїзму. Одна з найважливіших заповідей Тори (четверта з Десяти заповідей) — це дотримання шабату в пам'ять про відпочинок Творця світу після шести днів творіння, яке має в собі відмову від багатьох дій, що виражають творчий початок людини. Серед заборонених у шабат дій — запалювання і гасіння вогню, приготування їжі та багато інших.
За єврейським законом заборонено не тільки здійснювати такі дії, але і просити іншу людину, навіть не зобов'язану виконувати заповіді Тори, їх здійснювати. Але дозволено користуватися працями неєврея, якщо дії вчиняються ним, в тому числі й для своїх потреб. Тому єврейська громада наймала неєврея, який запалював у шабат свічки для освітлення приміщень, печі для обігріву будинків тощо. Його посада називалася шабесгой, тобто нєєврей, запрошений для здійснення робіт у шабат.
Існують особливі ситуації, як, наприклад, турбота про дитину або при наявності важких кліматичних умов, коли за законом можна, щоб неєврей зробив роботу (наприклад, включив кондиціонер в синагозі в дуже жарку суботу), хоча не можна про це просити безпосередньо, а лише натяком. Таку людину теж називають «шабесгой» за аналогією з тим, хто це робить професійно.
Також терміном «шабесгой» недоброзичливці можуть позначати неєвреїв, які діють в інтересах євреїв або занадто прихильно ставляться до євреїв або Ізраїлю.

## Окремі приклади
Максим Горький, російський прозаїк, свого часу працював шабесгоєм у євреїв-колоністів у Херсонській та Катеринославській губерніях.